# OpenText

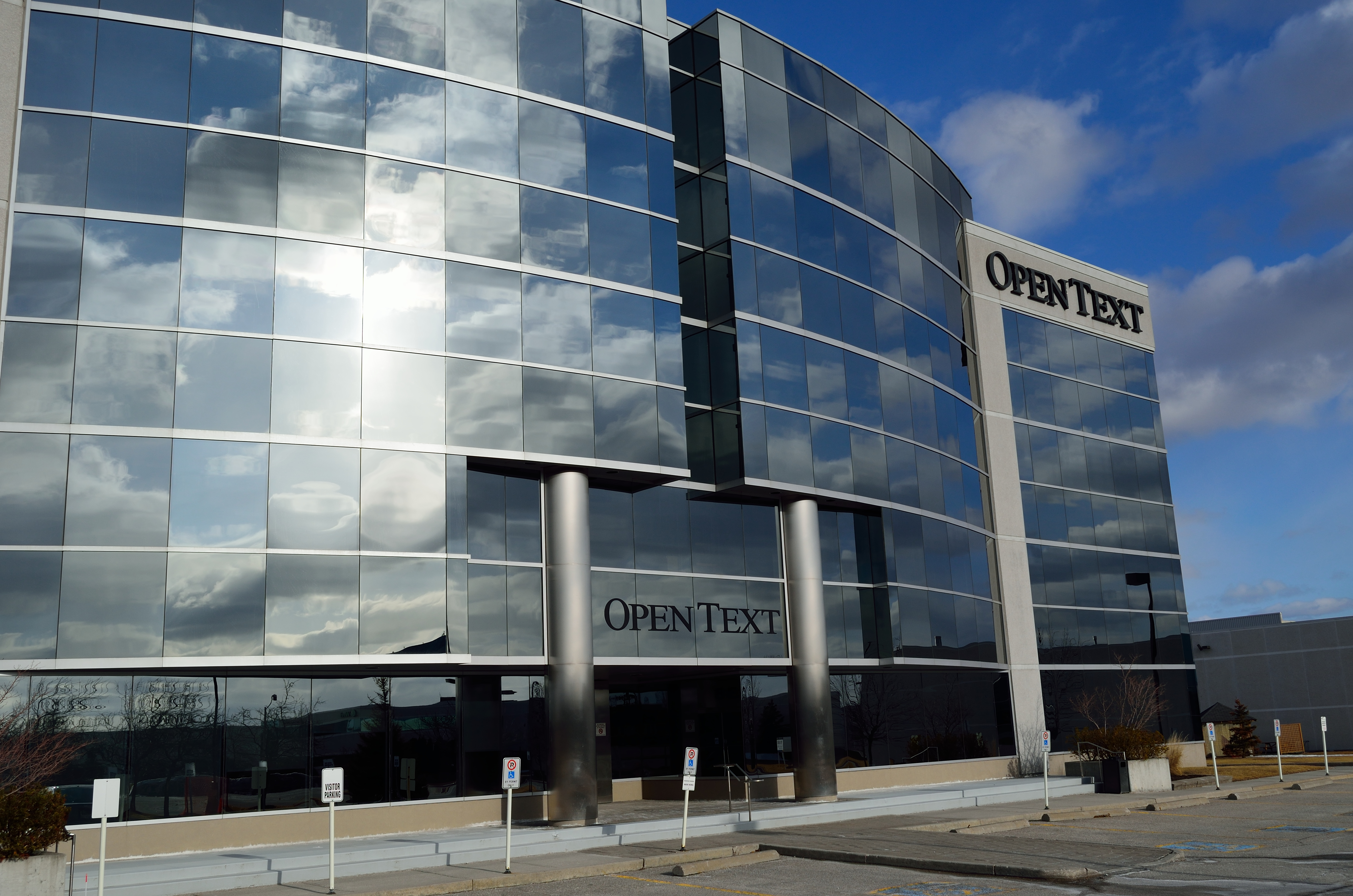
Hauptsitz von OpenText in Kanada

Die OpenText Corporation ist ein kanadisches Softwareunternehmen. Es ist an der Toronto Stock Exchange und der NASDAQ gelistet.
Die OpenText Corp. wurde 1991 gegründet, erwirtschaftete 2023 Umsätze von rund 4,5 Mrd. US-Dollar und beschäftigt etwa 26.000 Mitarbeiter (2023). Chairman ist Tom Jenkins und CEO Mark Barrenechea. Sitz ist Waterloo (Ontario), Kanada. Der Stammsitz in Europa befindet sich im Technopark Grasbrunn bei München.

## Geschichte
Im Jahr 1995 akquirierte OpenText das Unternehmen Odesta und dessen Schlüssel-Technologie Livelink. Livelink ECM ist eine Content Management-Software für Unternehmen.
Am 21. Juli 2009 erfolgte die Übernahme von Vignette. 2006 wurde Hummingbird Ltd. von OpenText für 489 Millionen US-Dollar gekauft. Im Januar 2015 wurde Actuate Corporation (NASDAQ: BIRT) übernommen.
„OpenText Business Network“ ging aus der Akquisition der GXS Group, Inc. im Januar 2014 hervor und wurde Teil des OpenText Portfolios. 
Zur Stärkung des IoT-Geschäft bzw. der digitale Automobil-Zulieferkette erwarb OpenText 2017 die Covisint Corporation. Covisint ist die führende Cloud-Plattform für die Entwicklung Identitätsmanagement- und IoT-Anwendungen in der Automobilindustrie.
Im August 2022 übernahm das Unternehmen für 6 Mrd. US-Dollar die Softwarefirma Micro Focus. Ende Januar 2023 gab OpenText bekannt, dass die im August 2022 angekündigte Übernahme von Micro Focus abgeschlossen wurde.
Im Jahr 2025 wurde OpenText in Russland zu einer unerwünschten Organisation erklärt.

## Produkte
Das Kernprodukt ist OpenText ECM Suite, eine Enterprise-Content-Management-Software für Unternehmen. Es ermöglicht örtlich verteilten Teams eine Kollaborationsplattform zu benutzen.
Diese Plattform ermöglicht die gesicherte Ablage von Dokumenten, die Verschlagwortung, das definierte regelbasierte Löschen von Dokumenten (Records Management). Dokumente sind im Volltext suchbar. Es existieren Integrationen mit allen bekannten Systemen wie zum Beispiel SAP, Oracle, Microsoft Sharepoint, MS Exchange, IBM Lotus Notes.
Zu OpenText gehören unter anderem die Marken Hummingbird, RedDot, Artesia, DOMEA, Gauss Interprise und MailStore.

## Strategische Partner
- SAP[16][17][18]
- Microsoft[16]
- Oracle[16]

## Partnerschaften mit IT-Dienstleistern
- Accenture[16]
- Deloitte[16]
- CGI[19]